# Setor imobiliário
O setor imobiliário (AO 1945: sector imobiliário) é um ramo do setor secundário da economia, que são basicamente as atividades industriais, não confundindo com o chamado segundo setor, que lida com a produção e a comercialização (neste caso a compra, a venda e o aluguel) dos bens imóveis.